# Trachyjulus magnus
Trachyjulus magnus — вид двопарноногих багатоніжок родини Cambalopsidae. Описаний у 2020 році. Виокремлений з Trachyjulus unciger на основі морфологічних та генетичних даних.

## Поширення
Ендемік Таїланду. Досить поширений на півдні країни.

## Опис
Найбільший представник роду Trachyjulus. Сягає 4,3-6,4 см завдовжки.